# Ctenotus taeniatus
Ctenotus taeniatus (ейрський гребневухий сцинк) — вид сцинкоподібних ящірок родини сцинкових (Scincidae). Ендемік Австралії.

## Поширення й екологія
Ейрські гребневухі сцинки поширені від пустелі Сімпсон на південному сході Північної Території і південному заході Квінсленду через басейн озера Ейр у Південній Австралії до крайнього заходу Нового Південного Уельсу. Ізольована популяція мешкає на південь від річки Муррей у Південній Австралії і Вікторії. Вони живуть у піщаних пустелях.